# Resort
Resort – wyodrębniona organizacyjnie część administracji państwowej, zajmująca się wydzielonym i powiązanym ze sobą kompleksem spraw, którą kieruje minister – ministerstwo lub inny organ naczelny. 
W języku potocznym słowo „resort” jest używane jako synonim słowa „ministerstwo” (np. „resort gospodarki”, „resort pracy”). Znaczenie słowa „resort” obejmowało, obok ministerstwa, także kierującego nim ministra i inne podmioty jemu podporządkowane (urzędy centralne, organy terenowe i inne jednostki organizacyjne), np. podporządkowaną Ministrowi Finansów Służbę Celną.